# 因茨林根
因茨林根是德国巴登-符腾堡州的一个市镇。总面积9.48平方公里，总人口2462人，其中男性1176人，女性1286人（2011年12月31日），人口密度260人/平方公里。